# 秋山之下氷壮夫
秋山之下氷壮夫（アキヤマノシタヒオトコ、歴史的仮名遣：アキヤマノシタヒヲトコ）は、『古事記』に登場する神。

## 概要
『古事記』中巻最後の人皇時代に登場する神で、その系譜は不明だが母神と弟神がいる。川口謙二は、但馬国の帰化民族である出石人（アメノヒボコの後裔）の神話であるとする。
秋山下氷壮夫とは、秋の山に霜がおりている様を神格化したものとする説があり、「春」の祭祀によって「秋」の豊穣が与えられることを象徴されていると考えられる。また神名の「下氷」を赤く色づくことを意味する「したふ」の連用形、「壮夫」を「立派な男」と解し、名義は「秋山の木葉の色づいた立派な男」で、秋山の擬人化と考えられる。

## 記述
物語は神代ではなく、『古事記』の応神天皇の条に記される。
秋山之下氷壮夫は八十神がいとめることのできなかった伊豆志袁登売神（いづしおとめのかみ）を、弟の春山之霞壮夫（はるやまのかすみおとこ）とどちらがいとめるか争い賭けをしたが、結局は春山之霞壮夫と母親の協力により伊豆志袁登売神とは結ばれなかった。しかし秋山之下氷壮夫が約束をやぶって賭けを反故にしようとし、母親は人間の模範となるべき神が約束を反故にしたことに怒り、秋山之下氷壮夫に呪いをかけた。秋山之下氷壮夫は長く苦しんだ末に弟に謝り賭けの報酬を支払った。